# Grand Prix Turecka 2005

## Grand Prix Turecka

I Grand Prix of Turkey
- 21. srpen 2005
- Okruh Istanbul
- 58 kol x 5,340 km = 309,720 km
- 745. Grand Prix
- 7. vítězství Kimi Raikkonena
- 144. vítězství pro McLaren

## Výsledky

### Pořadí v cíli
| Pozice | Jezdec               | Vůz            | Čas         |
| ------ | -------------------- | -------------- | ----------- |
| 1      | Kimi Räikkönen       | McLaren MP4/20 | 1:24:34.454 |
| 2      | Fernando Alonso      | Renault R 25   | á 0:18,609  |
| 3      | Juan Pablo Montoya   | McLaren MP4/20 | á 0:19,635  |
| 4      | Giancarlo Fisichella | Renault R 25   | á 0:37"973  |
| 5      | Jenson Button        | B.A.R 007      | á 0:39,304  |
| 6      | Jarno Trulli         | Toyota TF 105  | á 0:55,420  |
| 7      | David Coulthard      | Red Bull RB 1  | á 1:09"296  |
| 8      | Christian Klien      | Red Bull RB 1  | á 1:11"622  |
| 9      | Takuma Sató          | B.A.R 007      | á 1:49"987  |
| 10     | Rubens Barrichello   | Ferrari F 2005 | á 1 kolo    |
| 11     | Jacques Villeneuve   | Sauber C 24    | á 1 kolo    |
| 12     | Ralf Schumacher      | Toyota TF 105  | á 1 kolo    |
| 13     | Robert Doornbos      | Minardi PS 05  | á 3 kola    |
| 14     | Narain Karthikeyan   | Jordan EJ 15   | á 3 kola    |
| 15     | Tiago Monteiro       | Jordan EJ 15   | á 3 kola    |
| Kolo   | Odstoupili           | -              | -           |
| 48     | Christijan Albers    | Minardi PS 05  | Převodovka  |
| 32     | Michael Schumacher   | Ferrari F 2005 | Odstoupil   |
| 29     | Nick Heidfeld        | Williams FW 27 | Pneumatika  |
| 28     | Felipe Massa         | Sauber C 24    | Motor       |
| 20     | Mark Webber          | Williams FW 27 | Pneumatika  |

### Nejrychlejší kolo
- Juan-Pablo MONTOYA McLaren Mercedes 	1'24,770 - 226.778 km/h

### Vedení v závodě
- 1-58 kolo Kimi Räikkönen

### Postavení na startu
- Červená- výměna motoru / posunutí o 10 míst na startovním roštu
- Modře – startoval z boxu
- Zeleně – anulován čas za blokování Webbera

| 1. řada  | 2                    | 1                  |
|          | Giancarlo Fisichella | Kimi Räikkönen     |
|          | Renault              | McLaren            |
|          | 1'27.039             | 1'26.797           |
| 2. řada  | 4                    | 3                  |
|          | Juan Pablo Montoya   | Fernando Alonso    |
|          | McLaren              | Renault            |
|          | 1'27.352             | 1'27.050           |
| 3. řada  | 6                    | 5                  |
|          | Nick Heidfeld        | Jarno Trulli       |
|          | Williams             | Toyota             |
|          | 1'27.929             | 1'27.501           |
| 4. řada  | 8                    | 7                  |
|          | Felipe Massa         | Mark Webber        |
|          | Sauber               | Williams           |
|          | 1'28.419             | 1'27.944           |
| 5. řada  | 10                   | 9                  |
|          | Christian Klien      | Ralf Schumacher    |
|          | Red Bull             | Toyota             |
|          | 1'28.963             | 1'28.594           |
| 6. řada  | 12                   | 11                 |
|          | David Coulthard      | Rubens Barrichello |
|          | Red Bull             | Ferrari            |
|          | 1'29.764             | 1'29.369           |
| 7. řada  | 14                   | 13                 |
|          | Tiago Monteiro       | Jenson Button      |
|          | Jordan               | BAR                |
|          | 1'30.710             | 1'30.063           |
| 8. řada  | 16                   | 15                 |
|          | Jacques Villeneuve   | Christijan Albers  |
|          | Sauber               | Minardi            |
|          | - -- ---             | 1'32.186           |
| 9. řada  | 18                   | 17                 |
|          | Narain Karthikeyan   | Robert Doornbos    |
|          | Jordan               | Minardi            |
|          | - -- ---             | - -- ---           |
| 10. řada | 20                   | 19                 |
|          | Takuma Sato          | Michael Schumacher |
|          | BAR                  | Ferrari            |
|          | - -- ---             | - -- ---           |
| -------- | -------------------- | ------------------ |

### Zajímavosti
- Giancarlo Fisichella překonal hranici 150 bodů a v historické tabulce figuruje na 46. místě za Trullim (156) a Buttonem (153).
- Tiago Monteiro dokončil 14 GP po sobě
- 120 pole position pro McLaren